# 坂口恭平
坂口 恭平（さかぐち きょうへい、1978年4月13日 - ）は、日本の建築家、作家、アーティスト。熊本県出身。

## 略歴
熊本市に生まれ、福岡県糟屋郡新宮町に転居。
1987年7月（9歳）に熊本市に再転居、熊本市立日吉小学校、熊本市立城南中学校を経て熊本県立熊本高等学校在学中に石山修武（早稲田大学理工学部教授）に憧れて建築家を志し、早稲田大学理工学部建築学科に進学する。2001年に大学卒業、卒論にて路上生活者の家を建築学的に調査したレポートを発表する。それをもとにした写真集『0円ハウス』（2004年）を皮切りにフィールドワークにもとづく著作を発表した。2006年には結婚している。
2007年1月、ケニアのナイロビにて世界会議フォーラムに参加。手作りの自転車に段ボールで作った家を積み重ねた作品「Kibera Bicycle」を展示。
同年6月、カナダバンフにて「0円ハウス」の展示を行った。
2009年坂口恭平研究所開設、続けて2010年11月に私塾「零塾」を開設。
2012年11月17日（土）～2013年2月3日（日）　ワタリウム美術館にて「坂口恭平 新政府展」を開催。
2023年2月11日（土） ～2023年4月16日（日）　熊本市現代美術館にて「坂口恭平日記」を開催。
なお、文学面では2013年第2回の吉阪隆正賞受賞を皮切りに、
- 2014年『幻年時代』第35回熊日出版文化賞受賞[3]
- 同年『徘徊タクシー』第27回三島由紀夫賞候補[3]
- 2016年『家族の哲学』第57回熊日文学賞受賞[3]

などが挙げられる。
坂口自身が躁鬱病であることを公言しており、「自殺者をゼロにする」という目標を掲げ希死念慮に苦しむ人々との対話「いのっちの電話」（090-8106-4666）を続けている。

## 人物
・学生時代には都築響一の『TOKYO STYLE』や赤瀬川原平の作品「宇宙の缶詰」に出合い、坂口も影響を受けている。
・自身の携帯番号がページに掲載されていることについて、ウィキペディア側から警告があったが、自身の信念を伝え、ウィキペディア側の了承を得た上での掲載がなされている。

## 著作
- 『0円ハウス』（リトルモア、2004年）
- 『TOKYO　0円ハウス0円生活』（大和書房、2008年／河出文庫、2011年）
- 『隅田川のエジソン』（青山出版社、2008年／幻冬舎文庫、2012年）
- 『TOKYO 一坪遺産』（春秋社、2009年／集英社文庫、2013年）
- 『ゼロから始める都市型狩猟採集生活』（太田出版、2010年／角川文庫、2016年）
- 『独立国家のつくりかた』（講談社現代新書、2012年）、ISBN 978-4-06-288155-5
- 『思考都市』（日東書院本社、2013年）
- 『モバイルハウス　三万円で家をつくる』（集英社新書、2013年）
- 『坂口恭平 躁鬱日記』（医学書院、2013年）
- 『幻年時代』（幻冬舎、2013年／幻冬舎文庫、2016年）- 小説作品
- 『坂口恭平のぼうけん』（土曜社、2014年）
- 『現実脱出論』（講談社現代新書、2014年／増補・ちくま文庫、2020年）
- 『徘徊タクシー』（新潮社、2014年／新潮文庫、2017年）- 小説作品
- 『ズームイン、服！』（マガジンハウス、2015年）
- 『FURUMAI』（エランド・プレス、2015年）
- 『幸福な絶望』（講談社、2015年）
- 『家族の哲学』（毎日新聞出版、2015年）- 小説作品
- 『現実宿り』（河出書房新社、2016年） - 小説作品
- 『発光』（東京書籍、2017年）
- 『God is Paper』（ISI PRESS、2017年）
- 『しみ』 （毎日新聞出版、2017年）- 小説作品
- 『けものになること』（河出書房新社、2017年）- 小説作品
- 『cook』 （晶文社、2018年）
- 『家の中で迷子』 （新潮社、2018年）- 小説作品
- 『建設現場』 （みすず書房、2018年）- 小説作品
- 『まとまらない人 坂口恭平が語る坂口恭平』（リトルモア、2019年）
- 『自分の薬をつくる』 （晶文社、2020年）
- 『苦しい時は電話して』（講談社現代新書、2020年）
- 『pastel』（左右社、2020年） - パステル画集
- 『お金の学校』（晶文社、2021年）
- 『躁鬱大学』（新潮社、2021年）
- 『土になる』（文藝春秋、2021年）
- 『Water』（左右社、2021年） - パステル画集
- 『いのっちの手紙』（中央公論新社、2022年） - 斎藤環との共著
- 『よみぐすり』（東京書籍、2022年）
- 『中学生のためのテストの段取り講座』（晶文社、2022年）
- 『継続するコツ』（祥伝社、2022年）
- 『幸福人フー 僕の妻は｢しあわせ｣のお手本』（祥伝社、2023年）
- 『生きのびるための事務』（マガジンハウス、2024年）

### 外国語著作
- Build Your Own Independent Nation（『独立国家のつくりかた』英訳版、土曜社、2016年）

### 挿絵
- Three-Dimensional Reading: Stories of Time and Space in Japanese Modernist Fiction, 1911-1932 (編集：Angela Yiu、ハワイ大学出版、2013年7月)

## ディスコグラフィー
- 『Practice for a Revolution』（ゼロセンター、土曜社、2012年）
- 『新しい花』（土曜社、2015年）
- 『ルリビタキ』 「ユリイカ1月臨時創刊号 総特集坂口恭平」収録　(青土社、2015年）
- 『アポロン』（Felicity、2018年）
- 『隕石たち』（土曜社、2019年）
- 『クマと恐竜』（坂口恭平プロデュース、土曜社、2020年）アオとゲン名義

## 映画
- 「貯水タンクに棲む」（監督、主演、脚本、1999年未公開）
- 「移住ライダー」（監督、主演、脚本、2001年未公開）
- 「多摩川文明」（監督、2010年未公開）
- 本田孝義監督「モバイルハウスのつくりかた」（主演、2012年公開）
- 堤幸彦監督「MY HOUSE」（原作、2012年公開）

## 連載
- 『月刊!スピリッツ』
- 「ズームイン、服！」『POPEYE』